# Achileas Punguras
Achileas Punguras (gr. Αχιλλέας Πούγγουρας, Achilléas Poúngouras; ur. 13 grudnia 1995 w Salonikach) – grecki piłkarz występujący na pozycji obrońcy w Sivassporze.

## Kariera klubowa
Wychowanek amatorskiego klubu Promitheas Larissas. W 2012 roku rozpoczął treningi w akademii piłkarskiej PAOK FC. Latem 2014 roku decyzją trenera Angelosa Anastasiadisa przeniósł się on z drużyny U-20 do zespołu seniorów i podpisał pierwszy w karierze zawodowy kontrakt. 21 lutego 2015 zadebiutował w Super League w wygranym 3:1 spotkaniu przeciwko PAE Weria. W sierpniu 2015 roku rozegrał pierwszy mecz w europejskich pucharach w spotkaniu ze Spartakiem Trnawa (1:1) w kwalifikacjach Ligi Europy 2015/16. Sezon 2015/16 spędził on na wypożyczeniu do PAE Weria, gdzie rozegrał 19 spotkań. Po powrocie do PAOK zdobył z tym zespołem Puchar Grecji za sezon 2016/17, zaliczając w tych rozgrywkach 2 spotkania.
1 marca 2018 został wypożyczony na 4 miesiące do Arki Gdynia prowadzonej przez Leszka Ojrzyńskiego. 22 kwietnia 2018 zadebiutował w Ekstraklasie w przegranym 1:3 meczu przeciwko Sandecji Nowy Sącz. Ogółem w barwach Arki rozegrał on 3 ligowe spotkania i po zakończeniu sezonu 2017/18 powrócił do PAOK FC. W lipcu 2018 roku rozwiązał swoją umowę i jako wolny agent przeniósł się do Panathinaikos AO.

## Kariera reprezentacyjna
W latach 2013–2016 występował w młodzieżowych reprezentacjach Grecji w kategorii U-18, U-19 oraz U-21.

## Sukcesy
PAOK FC
- Puchar Grecji: 2016/17